# Arquidiócesis de Oristán
La arquidiócesis de Oristán (en latín: Archidioecesis Arborensis y en italiano: Arcidiocesi di Oristano) es una circunscripción eclesiástica de la Iglesia católica en Italia. Se trata de una arquidiócesis latina, sede metropolitana de la provincia eclesiástica de Oristán. Desde el 4 de mayo de 2019 su arzobispo es Roberto Carboni, de la Orden de Frailes Menores Conventuales.

## Territorio y organización

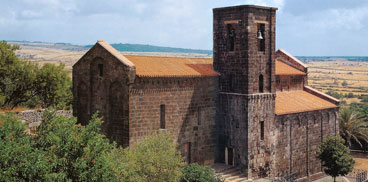
Basílica de Santa María, en Bonarcado

La arquidiócesis tiene 3112 km² y extiende su jurisdicción sobre los fieles católicos de rito latino residentes en parte de la región de Cerdeña, comprendiendo:
- en provincia de Oristán 47 comunas: Abbasanta, Allai, Arborea, Ardauli, Assolo, Asuni, Baratili San Pietro, Bauladu, Bidonì, Bonarcado, Busachi, Cabras, Fordongianus, Ghilarza (excepto la fracción de Zuri), Laconi, Marrubiu, Milis, Mogorella, Narbolia, Neoneli, Norbello (excepto la fracción de Domusnovas Canales), Nughedu Santa Vittoria, Nurachi, Nureci, Ollastra, Oristano, Palmas Arborea, Paulilatino, Riola Sardo, Ruinas, Samugheo, San Vero Milis, Santa Giusta, Seneghe, Senis, Siamaggiore, Siamanna, Siapiccia, Simaxis, Solarussa, Tramatza, Ula Tirso, Villa Sant'Antonio, Villanova Truschedu, Villaurbana, Zeddiani y Zerfaliu;
- en provincia de Nuoro 13 comunas: Aritzo, Atzara, Austis, Belvì, Desulo, Gadoni, Meana Sardo, Sorgono, Ortueri, Ovodda, Teti, Tiana y Tonara;
- en la provincia de Cerdeña del Sur 7 comunas: Barumini, Genoni, Gesturi, Isili, Nuragus, Nurallao y Villanovafranca.

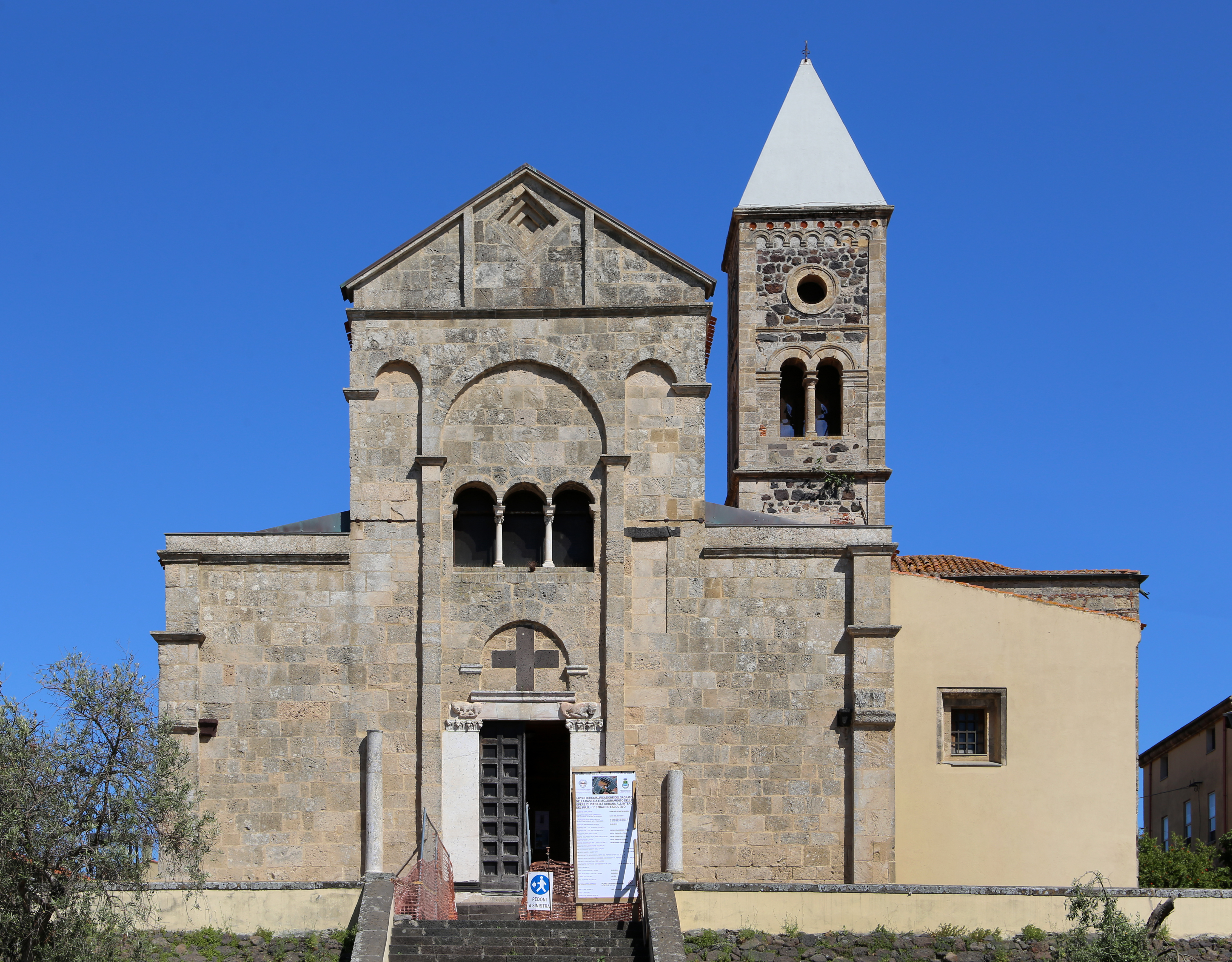
Excatedral basílica de Santa Giusta, en Santa Giusta

La sede de la arquidiócesis se encuentra en la ciudad de Oristán, en donde se halla la Catedral basílica de Santa María Asunta y la basílica santuario de Nuestra Señora del Remedio. En Bonarcado se encuentra la basílica de Santa María y en Santa Giusta la excatedral basílica de Santa Giusta (de la exdiócesis de Santa Giusta).
En 2021 en la arquidiócesis existían 85 parroquias, 4 rectorías (Donigala Fenughedu e San Quirico, frazioni di Oristano; Pardu Nou, frazione di Siamaggiore e Solarussa; y Santa Sofia, frazione di Laconi) y 2 capellanías (Cirras, frazione di Santa Giusta; y Crastu, frazione di Laconi). Se agrupan en un vicariato urbano (Oristano) y 8 foranías: Busachi, Cabras, Ghilarza, Isili, Laconi, Milis, Santa Giusta y Sorgono.
La arquidiócesis tiene como sufragánea a la diócesis de Ales-Terralba.

## Historia
La arquidiócesis fue erigida en el siglo XI coincidiendo con el nacimiento del juzgado de Arborea y tiene su origen en la antigua diócesis de Tharros, de la que se tiene constancia desde el siglo V en adelante. Debido a las incursiones árabes, los obispos y los habitantes se trasladaron a Aristanis. La tesis tradicional, establecida por primera vez por Giovanni Francesco Fara (fallecido en 1591) en su In Sardiniae Chorographiam, sostiene que este traslado de sede se produjo en 1070 en la época del papa Alejandro II. Los estudios realizados por Corrado Zedda y Raimondo Pinna sitúan el nacimiento de la arquidiócesis arborense en la época del papa Urbano II, aproximadamente circa 1093.
La arquidiócesis está documentada por primera vez en un privilegium protectionis concedido por Urbano II a su arzobispo, cuyo nombre no se da. Un segundo obispo anónimo es mencionado en una carta de Guglielmo, arzobispo de Cagliari, de 1118. El primer nombre conocido de la cronología arborense es el de Omodeo, que vivió en la primera mitad del siglo XII, quien participó en la fundación del monasterio camaldulense de Santa María de Bonarcado, el primer monasterio religioso fundado en la arquidiócesis.
La provincia eclesiástica de Oristán comprendía tres diócesis sufragáneas: Santa Giusta, Ales y Terralba.
El 24 de abril de 1296 la sede de Tiro en el Líbano se unió a la Iglesia de Oristán, después de que esta última hubiera sido conquistada por los mamelucos. Durante aproximadamente un siglo los arzobispos de Oristán añadieron a su título el de Tiro.
Durante el siglo XII los benedictinos casineses se establecieron en San Giorgio de Bonarcado. En 1253 se fundaron las primeras fundaciones franciscanas en Oristán.
Existía una estrecha colaboración entre los arzobispos y los jueces de Arborea, y a menudo, sobre todo en el siglo XIV, los prelados desempeñaban las funciones de principales asesores de la autoridad civil. Entre ellos se puede mencionar a Guido Cattaneo (1312-1339), Leonardo de Zori (1387-1389) y Elia de Palma (1414-1437).
El 8 de diciembre de 1503, en el ámbito de la reforma de las diócesis sardas querida por los reyes españoles, nuevos dueños de la isla, mediante la bula Aequum reputamus del papa Julio II la suprimida diócesis de Santa Giusta se unió a la sede de Oristán.
En el período postridentino, en aplicación de las decisiones del Concilio de Trento, se destacaron los obispos: Gerolamo Barbarà (1565-1571), que convocó el primer sínodo diocesano en 1566; Antonio Canopolo (1588-1621), que fundó en Sassari el seminario para la formación teológica de los sacerdotes, donde se reservaban doce plazas para seminaristas pobres procedentes de Oristán; Francesco Masones Nin (1704-1717), que celebró otro sínodo diocesano, trabajó para fundar una segunda sede del seminario arzobispal en la ciudad e inició las obras de restauración de la catedral.
A causa de la difusión de la malaria, que asolaba Cerdeña durante los períodos más calurosos del año, entre los párrocos rurales se difundió una costumbre, común en toda la isla, de abandonar sus parroquias para refugiarse en lugares sanos, en detrimento de la cura animarum y de la normal actividad pastoral. En 1720, de las 87 parroquias de la arquidiócesis, 52 estaban administradas por los llamados «'vicarii ad nutum, eclesiásticos de poca instrucción que, acostumbrados al clima de la zona, administraban las parroquias por cuenta de los propietarios, contentándose con una pequeña parte de los ingresos del beneficio». La malaria era ciertamente un peligro real y devastador; También pagaron el precio los obispos Vincenzo Giovanni Vico-Torrellas (1741-1744) y Nicola Maurizio Fontana (1744-1746), que murieron jóvenes, a los 40 y 38 años respectivamente.
Entre los arzobispos del siglo XVIII destacó especialmente Ludovico Emanuele del Carretto (1746-1772): hizo construir un nuevo seminario (debido a la excesiva distancia del seminario ya fundado en Sassari por Canopolo y firmemente en manos de los jesuitas); realizó visitas pastorales a la arquidiócesis en tres ocasiones. Trabajó intensamente para formar al clero estableciendo conferencias obligatorias para sacerdotes y fundó granjas de cereales en muchos pueblos del interior para proporcionar asistencia económica a los campesinos sin recursos.
Durante el siglo XIX, debido a las dificultades en las relaciones entre las autoridades civiles y las autoridades eclesiásticas, la arquidiócesis conoció largos períodos de sede vacante, por un total de aproximadamente 25 años.
En 1924 se celebró en Oristán el primer concilio plenario sardo y en 1931 un congreso eucarístico regional, ambos durante el episcopado de Giorgio Maria Delrio (1920-1938).
El 31 de mayo de 1954, con la carta apostólica Ex quo Beatissima, el papa Pío XII proclamó a la beata María Virgen de los Remedios y a san Arquelao como patronos de la arquidiócesis.
En octubre de 1985 la arquidiócesis recibió la visita pastoral del papa Juan Pablo II.
Desde el 3 de julio de 2021 está unida in persona episcopi a la diócesis de Ales-Terralba.

## Estadísticas
Según el Anuario Pontificio 2022 la arquidiócesis tenía a fines de 2021 un total de 128 798 fieles bautizados.
| Año                                                                             | Población            | Población | Población      | Sacerdotes | Sacerdotes    | Sacerdotes    | Bautizados por sacerdote | Diáconos permanentes | Religiosos | Religiosos | Parroquias |
| Año                                                                             | Bautizados católicos | Total     | % de católicos | Total      | Clero secular | Clero regular | Bautizados por sacerdote | Diáconos permanentes | Varones    | Mujeres    | Parroquias |
| ------------------------------------------------------------------------------- | -------------------- | --------- | -------------- | ---------- | ------------- | ------------- | ------------------------ | -------------------- | ---------- | ---------- | ---------- |
| 1950                                                                            | 130 000              | 130 000   | 100.0          | 142        | 116           | 26            | 915                      |                      | 34         | 143        | 77         |
| 1970                                                                            | 150 488              | 150 513   | 100.0          | 161        | 127           | 34            | 934                      |                      | 50         | 372        | 84         |
| 1980                                                                            | 148 425              | 148 650   | 99.8           | 162        | 119           | 43            | 916                      |                      | 49         | 362        | 86         |
| 1990                                                                            | 148 922              | 149 367   | 99.7           | 150        | 119           | 31            | 992                      | 2                    | 41         | 272        | 85         |
| 1999                                                                            | 150 507              | 151 320   | 99.5           | 143        | 111           | 32            | 1052                     | 5                    | 38         | 362        | 85         |
| 2000                                                                            | 151 312              | 152 116   | 99.5           | 135        | 105           | 30            | 1120                     | 6                    | 33         | 351        | 85         |
| 2001                                                                            | 150 723              | 151 527   | 99.5           | 128        | 99            | 29            | 1177                     | 6                    | 31         | 372        | 85         |
| 2002                                                                            | 150 432              | 151 234   | 99.5           | 129        | 99            | 30            | 1166                     | 6                    | 32         | 351        | 85         |
| 2003                                                                            | 148 884              | 149 721   | 99.4           | 130        | 101           | 29            | 1145                     | 6                    | 33         | 356        | 85         |
| 2004                                                                            | 148 762              | 149 574   | 99.5           | 128        | 100           | 28            | 1162                     | 6                    | 33         | 343        | 85         |
| 2010                                                                            | 147 000              | 147 900   | 99.3           | 126        | 103           | 23            | 1166                     | 6                    | 27         | 321        | 85         |
| 2013                                                                            | 147 300              | 148 200   | 99.4           | 128        | 104           | 24            | 1150                     | 5                    | 34         | 272        | 85         |
| 2016                                                                            | 133 800              | 135 000   | 99.1           | 125        | 99            | 26            | 1070                     | 5                    | 28         | 276        | 85         |
| 2019                                                                            | 133 000              | 133 650   | 99.5           | 111        | 87            | 24            | 1198                     | 3                    | 34         | 238        | 85         |
| 2021                                                                            | 128 798              | 129 448   | 99.5           | 89         | 87            | 2             | 1447                     | 3                    | 12         | 237        | 85         |
| Fuente: Catholic-Hierarchy, que a su vez toma los datos del Anuario Pontificio. |                      |           |                |            |               |               |                          |                      |            |            |            |

## Episcopologio
- Anónimo † (en la época del papa Urbano II-1088-1099)
- Anónimo † (mencionado en 1118)
- Omodeo † (primera mitad del siglo XII)
- Teodoro † (mencionado en 1125)
- Pietro † (mencionado en 1131)
- Comita de Martis † (antes de 1146-antes de 1170 nombrado obispo de Ampurias)
- Ugo † (mencionado en 1185 circa)
- Giusto † (antes de 1192-después de agosto de 1198)
- Bernardo † (antes de la segunda mitad de 1200-después de 1220)
- Torchitorio de Muru † (1224-1253)
- Anónimo † (mencionado en 1246, 1247, 1253, 1255)
- Torchitorio Cocco † (mencionado en 1261)
- Anónimo † (mencionado en 1263, 1264)
- Aleardo, O.F.M. † (3 de noviembre de 1268-1268 falleció)
- Egidio † (1268-circa 1280 falleció)
- Daniele di Stamedio, O.Cist. † (mencionado en 1280)
- Pietro I † (20 de abril de 1280-después de diciembre de 1289 falleció)
- Anónimo † (mencionado en 1291)
- Scolay † (antes de 1296-1299 falleció)
- Alamanno da Bagnoregio, O.F.M. † (29 de abril de 1299-1299 falleció)
- Consiglio Gatti, O.P. † (21 de noviembre de 1299-30 de enero de 1301 nombrado arzobispo de Conza)
- Leonardo de Aragall, O.F.M. † (28 de febrero de 1301-circa 1306 falleció)
  - Ugo, O.P. † (26 de febrero de 1306-21 de julio de 1307 nombrado arzobispo)
- Ugo, O.P. † (21 de julio de 1307-19 de marzo de 1308 nombrado obispo de Pola)
- Oddone della Sala, O.P. † (30 de marzo de 1308-10 de mayo de 1312 nombrado arzobispo de Pisa)
- Guido Cattaneo, O.P. † (10 de mayo de 1312-circa 1339 falleció)
- Giovanni de Paperoni † (23 de octubre de 1340-1342 falleció)
- Pietro Nurachi † (10 de julio de 1342-?)
- Giovanni † (mencionado en 1343)
- Pietro † (antes de 1346-1349 falleció)
- Nicola di Teramo † (21 de octubre de 1349-1363 falleció)
- Bernardo † (20 de marzo de 1363-1364 falleció)
- Ambrogio da Parma † (23 de diciembre de 1364-20 de febrero de 1377 nombrado arzobispo a título personal de Cittanova)
- Enrico, O.Carm. † (20 de febrero de 1377-1379 falleció)
  - Giovanni Salat, O.P. † (18 de mayo de 1379-?) (obediencia aviñonesa)
- Guglielmo †
- Giacomo † (mencionado en 1382)
- Gunnari † (mencionado en 1386)
- Leonardo de Zori † (22 de octubre de 1387-1392[8])
- Corrado da Cloaco † (5 de diciembre de 1392-13 de septiembre de 1396 nombrado obispo de Noli)
- Ubaldino Cambi † (4 de abril de 1397-1400 falleció)
- Mariano Fabario † (4 de septiembre de 1400-1402 falleció)
- Paolo Oleni † (26 de junio de 1402-1402?)
  - Bartolomeo Ghini † (?-26 de noviembre de 1404 nombrado obispo de Massa Marittima) (obispo electo)
- Niccolò Beruti, O.P. † (26 de noviembre de 1404-?)
- Bertrando Flores † (21 de diciembre de 1407-? depuesto)
- Elia de Palma, O.S.B.Cam. † (27 de agosto de 1414[nota 1]-1437)
- Lorenzo Squintu † (3 de abril de 1437-1450 falleció)
- Giorgio (o Gregorio) Armato (o Attacco) † (14 de octubre de 1450-18 de febrero de 1451 nombrado obispo de Treviso)
- Giorgio (o Gregorio) Armato (o Attacco) † (25 de octubre de 1451-1454 falleció) (por segunda vez)
- Giacomo di Albareale † (21 de octubre de 1454-1458)
  - Francesco Arrati † (mencionado en 1460) (obispo electo)
- Giovanni Cani † (13 de julio de 1461-1485 falleció)
- Ferdinando Romano † (21 de febrero de 1485-1492 falleció)
- Jaime Serra † (11 de abril de 1492-9 de diciembre de 1510 renunció)
- Pedro Serra de Muñoz † (9 de diciembre de 1510-después del 21 de agosto de 1517 falleció)
- Giovanni Briselot, O.Carm. † (23 de diciembre de 1517-16 de abril de 1520 renunció)
- Giacomo de Cleve † (16 de abril de 1520-?)
- Agostino Grimaldi † (28 de marzo de 1530-12 de abril de 1532 falleció)
- Carlo Alagon † (18 de mayo de 1537-1554 falleció)
- Andrea Sanna † (3 de agosto de 1554-1555 falleció)
- Pietro Sanna † (4 de mayo de 1556-1563 falleció)
- Gerolamo Barbarà † (19 de enero de 1565-1571 falleció)
- Pedro Buerba, O.E.S.A. † (5 de noviembre de 1572-1574 falleció)
- Pedro Narro, O.S.B. † (22 de octubre de 1574-1577 falleció)
- Francesco Figo † (13 de enero de 1578-1588 falleció)
- Antonio Canopolo † (17 de octubre de 1588-antes del de noviembre de 1620 nombrado arzobispo de Sassari)
- Lorenzo Nieto y Corrales, O.S.B.  † (25 de octubre de 1621-1625 nombrado arzobispo de Cagliari)[nota 2]
- Gavino Mallano † (22 de marzo de 1627-1641 falleció)
- Pietro De Vico † (1641 por sucesión-27 de agosto de 1657 nombrado arzobispo de Cagliari)
- Ildefonso de Sotomayor, O. de M. † (24 de septiembre de 1657-9 de junio de 1664 nombrado arzobispo a título personal de Barcelona)
- Bernat Cotoner † (23 de junio de 1664-28 de septiembre de 1671 nombrado obispo de Mallorca)
- Pedro de Alagó y de Cardona † (15 de enero de 1672-2 de octubre de 1684 nombrado arzobispo a título personal de Mallorca)
- Giuseppe Acorrà † (30 de abril de 1685-diciembre de 1702 falleció)
- Francesco Masones Nin † (15 de septiembre de 1704-mayo de 1717 falleció)
  - Sede vacante (1717-1726)
- Antonio Nin † (16 de diciembre de 1726-diciembre de 1740 falleció)
- Vincenzo Giovanni Vico-Torrellas † (3 de julio de 1741-agosto de 1744 falleció)
- Nicola Maurizio Fontana † (3 de febrero de 1744-1 de marzo de 1746 falleció)
- Ludovico Emanuele del Carretto † (28 de noviembre de 1746-20 de marzo de 1772 falleció)
- Antonio Romano Malingri † (7 de septiembre de 1772-5 de agosto de 1776 falleció)
- Giacomo Francesco Astesan, O.P. † (1 de junio de 1778-11 de enero de 1783 falleció)
- Luigi Cusani † (15 de diciembre de 1783-19 de febrero de 1796 falleció)
  - Sede vacante (1796-1798)
- Francesco Sisternes de Oblites † (28 de septiembre de 1798-21 de junio de 1812 falleció)
  - Sede vacante (1812-1819)
- Giovanni Antioco Azzei † (29 de marzo de 1819-4 de diciembre de 1821 falleció)
  - Sede vacante (1822-1827)
- Giovanni Maria Bua † (28 de enero de 1828-24 de octubre de 1840 falleció)
- Giovanni Saba † (22 de julio de 1842-13 de febrero de 1860 falleció)
  - Sede vacante (1860-1871)
- Antonio Soggiu † (24 de noviembre de 1871-5 de abril de 1878 falleció)
- Bonfiglio Mura, O.S.M. † (28 de febrero de 1879-18 de julio de 1882 falleció)
- Paolo Giuseppe Maria Serci Serra † (25 de septiembre de 1882-16 de enero de 1893 nombrado arzobispo de Cagliari)
- Francesco Zunnui Casula † (16 de enero de 1893-14 de diciembre de 1898 falleció)
- Salvatore Tolu † (19 de junio de 1899-30 de enero de 1914 falleció)
- Ernesto Maria Piovella, O.SS.C.A. † (19 de abril de 1914-8 de marzo de 1920 nombrado arzobispo de Cagliari)
- Giorgio Delrio † (16 de diciembre de 1920-5 de mayo de 1938 falleció)
- Giuseppe Cogoni † (4 de noviembre de 1938-6 de junio de 1947 falleció)
- Sebastiano Fraghì † (23 de septiembre de 1947-14 de diciembre de 1978 retirado)
- Francesco Spanedda † (17 de marzo de 1979-30 de noviembre de 1985 retirado)
- Pier Giuliano Tiddia (30 de noviembre de 1985-22 de abril de 2006 retirado)
- Ignazio Sanna (22 de abril de 2006-4 de mayo de 2019 retirado)
- Roberto Carboni, O.F.M.Conv., desde el 4 de mayo de 2019